# Auto-assemblaggio

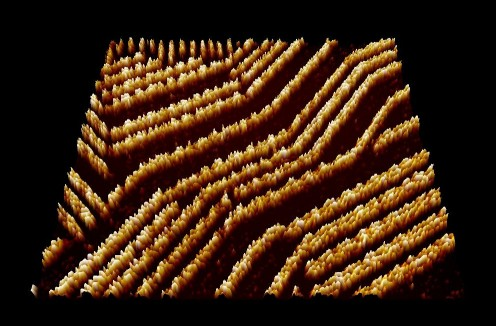
Immagine STM di catene supramolecolari auto-assemblate del semiconduttore organico chinacridone su grafite.

L'auto-assemblaggio è un termine usato per descrivere i processi in cui un sistema disordinato di componenti preesistenti forma una struttura organizzata o modello in conseguenza di interazioni specifiche locali tra i componenti stessi, senza una direzione esterna.
L'auto-assemblaggio può essere classificato come statico o dinamico. Nell'auto-assemblaggio statico, lo stato ordinato forma come un sistema che si avvicina all'equilibrio, riducendo la sua energia libera.  Tuttavia, in una auto-assemblaggio dinamico, i modelli dei componenti preesistenti organizzati tramite interazioni locali specifiche non sono comunemente descritti come "auto-assemblati" dagli scienziati nelle discipline associate. Queste strutture sono meglio definite come "auto-organizzate".

## Auto-assemblaggio nella chimica e scienza dei materiali
L'auto-assemblaggio (AS) nel senso classico può essere definito come l'organizzazione spontanea e reversibile di unità molecolari dentro strutture ordinate tramite interazioni non-covalenti. La prima proprietà di un sistema auto-assemblato che questa definizione suggerisce è la spontaneità del processo di auto-assemblaggio: le interazioni responsabili della formazione del sistema auto-assemblato agisce a livello strettamente locale - in altre parole, la nanostruttura costruisce sé stessa.

### Caratteristiche distintive
A questo punto, si può sostenere che una reazione chimica, come la precipitazione, conducendo gli atomi e le molecole ad assemblarsi in strutture più grandi, potrebbe ricadere nella categoria dell'AS. Tuttavia, ci sono almeno tre aspetti peculiari che fanno dell'AS un concetto distinto.

#### Ordine
In primo luogo, la struttura auto-assemblata deve avere un maggiore ordine rispetto ai componenti isolati, sia che si tratti di una forma o di un compito particolare che l'entità auto-assemblata può eseguire. Questo non è vero in generale nelle reazioni chimiche, dove uno stato ordinato può procedere verso uno stato disordinato a seconda dei parametri termodinamici.

#### Interazioni
Il secondo aspetto importante dell'AS è il ruolo chiave delle interazioni deboli (per es. Van der Waals, capillari, {\displaystyle \pi -\pi }, legami a idrogeno) per quanto riguarda i più "tradizionali" legami metallici, non covalenti o ionici. Sebbene in genere meno energetiche di un fattore 10, queste interazioni deboli svolgono un ruolo importante nella sintesi dei materiali. Può essere istruttivo notare come le interazioni deboli abbiano un posto di primo piano nei materiali, soprattutto nei sistemi biologici, anche se sono spesso considerate in modo marginale rispetto alle interazioni "forti" (vale a dire, covalenti, ecc.). Per esempio, esse determinano le proprietà fisiche dei liquidi, la solubilità dei solidi, l'organizzazione delle molecole nelle membrane biologiche.

#### Particelle elementari
La terza caratteristica distintiva dell'AS è che le particelle elementari non sono solo gli atomi e le molecole, ma abbracciano una vasta gamma di strutture nanoscopiche e mesoscopiche, con differenti composizioni chimiche, forme e funzionalità. Questi componenti elementari su scala nanometrica (NBB, nanoscale building blocks), a loro volta possono essere sintetizzati attraverso percorsi chimici convenzionali o per mezzo di altre strategie.

### Esempi
Importanti esempi di AS nella scienza dei materiali comprendono la formazione di cristalli molecolari, colloidi, bistrati lipidici, polimeri a fase separata, e monostrati auto-assemblati. Il ripiegamento delle catene polipeptidiche e il ripiegamento degli acidi nucleici nelle loro forme funzionali sono esempi di strutture biologiche auto-assemblate.

### Proprietà
Quindi, possiamo dire che l'AS estende il campo della chimica al fine di sintetizzare prodotti aventi proprietà di ordine e funzionalità che estendono i legami chimici alle interazioni deboli e che comprende l'auto-assemblaggio degli NBB su tutte le scale di lunghezza. Nella sintesi covalente e nella polimerizzazione, gli scienziati collegano gli atomi insieme in qualsiasi conformazione desiderata, la quale non deve essere necessariamente la posizione energeticamente più svantaggiata; le molecole auto-assemblanti, d'altra parte, adottano una struttura al minimo termodinamico, trovando la migliore combinazione di interazioni tra le subunità, senza formare legami covalenti tra di loro. Nelle strutture auto-assemblanti, lo scienziato deve prevedere questo valore minimo, e non solo collocare gli atomi nella posizione desiderata.
Un'altra caratteristica comune a quasi tutti i sistemi auto-assemblati è la loro stabilità termodinamica. Per l'AS che ha luogo senza l'intervento di forze esterne, il processo deve portare a una più bassa energia libera di Gibbs, perciò le strutture auto-assemblate sono termodinamicamente più stabili rispetto a quelle singole, i componenti non assemblati. Una conseguenza diretta è la tendenza generale delle strutture auto-assemblate ad essere relativamente prive di difetti. Un esempio è la formazione di superreticoli di due dimensioni composti da una disposizione ordinata di sfere di polimetilmetacrilato (PMMA), partendo da una soluzione contenente le microsfere, in cui il solvente viene lasciato evaporare lentamente in condizioni adatte. In questo caso, la forza motrice è l'interazione capillare, che nasce dalla deformazione della superficie di un liquido causato dalla presenza di particelle galleggianti o sommerse.
Queste due proprietà — interazioni deboli e stabilità termodinamica — possono essere richiamati per razionalizzare un'altra proprietà, spesso trovata in sistemi auto-assemblati: la sensibilità alle perturbazioni esercitata per mezzo dell'ambiente esterno. Queste sono piccole fluttuazioni che alterano le variabili termodinamiche che potrebbero segnare cambiamenti nella struttura e addirittura comprometterla, durante o dopo l'AS. La natura debole delle interazioni è responsabile della flessibilità dell'architettura e permette nuove disposizioni della struttura nella direzione determinata per mezzo della termodinamica. Se le fluttuazioni riportano le variabili termodinamiche alla condizione iniziale, è probabile che la struttura ritorni alla sua configurazione di partenza. Questo ci porta a identificare una proprietà in più dell'AS, che generalmente non viene rilevata in materiali sintetizzati tramite altre tecniche: la reversibilità.
Da quello che abbiamo scritto finora, dovrebbe essere evidente che l'AS è un processo che viene facilmente influenzato da parametri esterni: se questo può rendere la sintesi più problematica a causa dei numerosi parametri liberi che richiedono controllo, d'altra parte ha il promettente vantaggio di poter ottenere una grande varietà di forme e funzioni su molte scale di lunghezza .
In generale, la condizione fondamentale necessaria che permette agli NBB di assemblarsi in una struttura ordinata è la presenza simultanea di forze repulsive a lungo raggio e di forze attrattive a corto raggio. La figura [fig_sa_scheme] esemplifica l'AS come si verifica con particelle elementari composte da due unità differenti (A e B), legate in modo covalente (attrazione a corto raggio) e si respingono l'un l'altra con interazioni a lungo raggio (ad esempio, perché A è idrofoba e B è idrofila). Poiché l'energia del sistema è sfavorevole alle configurazioni, dove A è vicino a B, e ancora nessuna separazione di macrofase è possibile a causa dei legami covalenti A-B, il sistema adotterà una configurazione in cui l'area di contatto tra A e B è ridotta al minimo.
Il risultato è una struttura periodica ordinata (nella figura [fig_sa_scheme] questo è esemplificato da una struttura lamellare). Per un elenco delle forze repulsive-attrattive concorrenti che possono dare origine a fenomeni di AS.
Scegliendo i precursori con proprietà fisico-chimiche adatte, è possibile esercitare un buon controllo sui processi di formazione che producono strutture complesse. Chiaramente, lo strumento più importante, quando si tratta di progettare una strategia di sintesi per un materiale, è la conoscenza della chimica delle unità della costruzione.

## Usi
La tecnica di auto-assemblaggio, sfruttando l'organizzazione spontanea e autonoma dei singoli componenti in nanostrutture ordinate e stabili permette di realizzare scaffold, molto simili alla matrice extra cellulare per la rigenerazione tissutale.

## Concetti riguardanti l'auto-organizzazione e l'auto-assemblaggio
L'auto-organizzazione e l'auto-assemblaggio vengono regolarmente utilizzati in modo intercambiabile. Poiché la scienza del sistema complesso diventa sempre più popolare, vi è una maggiore necessità di distinguere chiaramente le differenze tra i due meccanismi per capire il loro significato nei sistemi fisici e biologici. Entrambi i processi spiegano come l'ordine collettivo venga sviluppato da “interazioni dinamiche su piccola scala” secondo un articolo apparso nel novembre/dicembre del 2008 sulla complessità. L'auto-organizzazione è un processo di non equilibrio dove l'auto-assemblaggio è un processo spontaneo che porta verso l'equilibrio. L'auto-assemblaggio richiede componenti per rimanere essenzialmente immutato attraverso tutto il processo. Oltre alla differenza termodinamica tra i due, c'è anche una differenza nella formazione. La prima differenza è che cosa “codifica l'ordine globale nel suo insieme” nell'auto-assemblaggio dove come nell'auto-organizzazione queste codifiche iniziali non sono necessarie. Un altro lieve contrasto si riferisce al numero minimo di unità necessarie per formare un ordine. L'auto-organizzazione sembra avere un numero minimo di unità laddove l'auto-assemblaggio non ne ha. Questi termini sono sempre più necessari quanto più si impara sulla selezione naturale. Alla fine, questi modelli possono formare una teoria riguardante la formazione di modelli presenti in natura.